# Leucanitis kusnezovi
Leucanitis kusnezovi är en fjärilsart som beskrevs av Volker John 1910. Leucanitis kusnezovi ingår i släktet Leucanitis och familjen nattflyn. Inga underarter finns listade i Catalogue of Life.